# كرة الطاولة لذوي الاحتياجات الخاصة

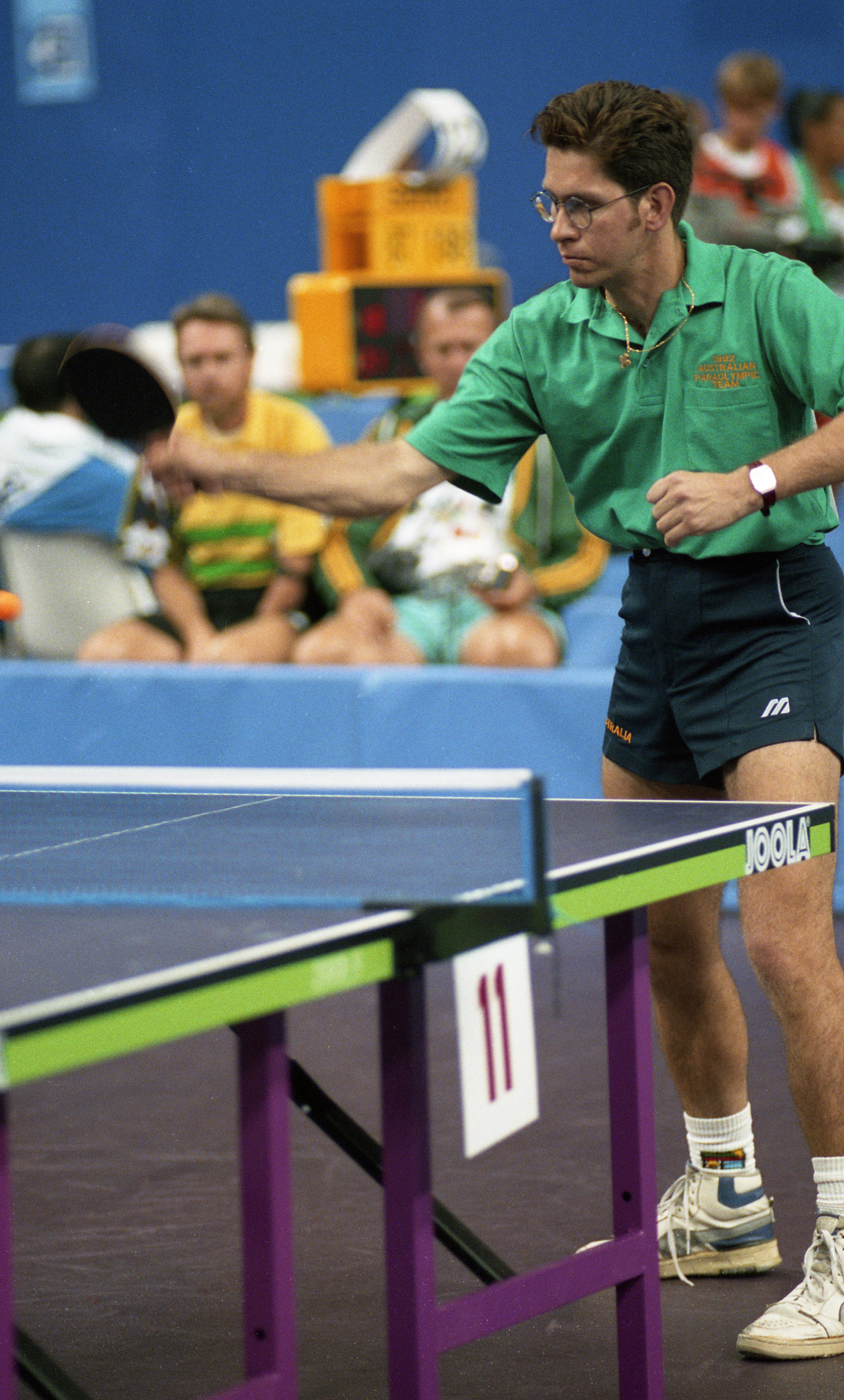
كرة الطاولة في الألعاب البارالمبية الصيفية 1992.

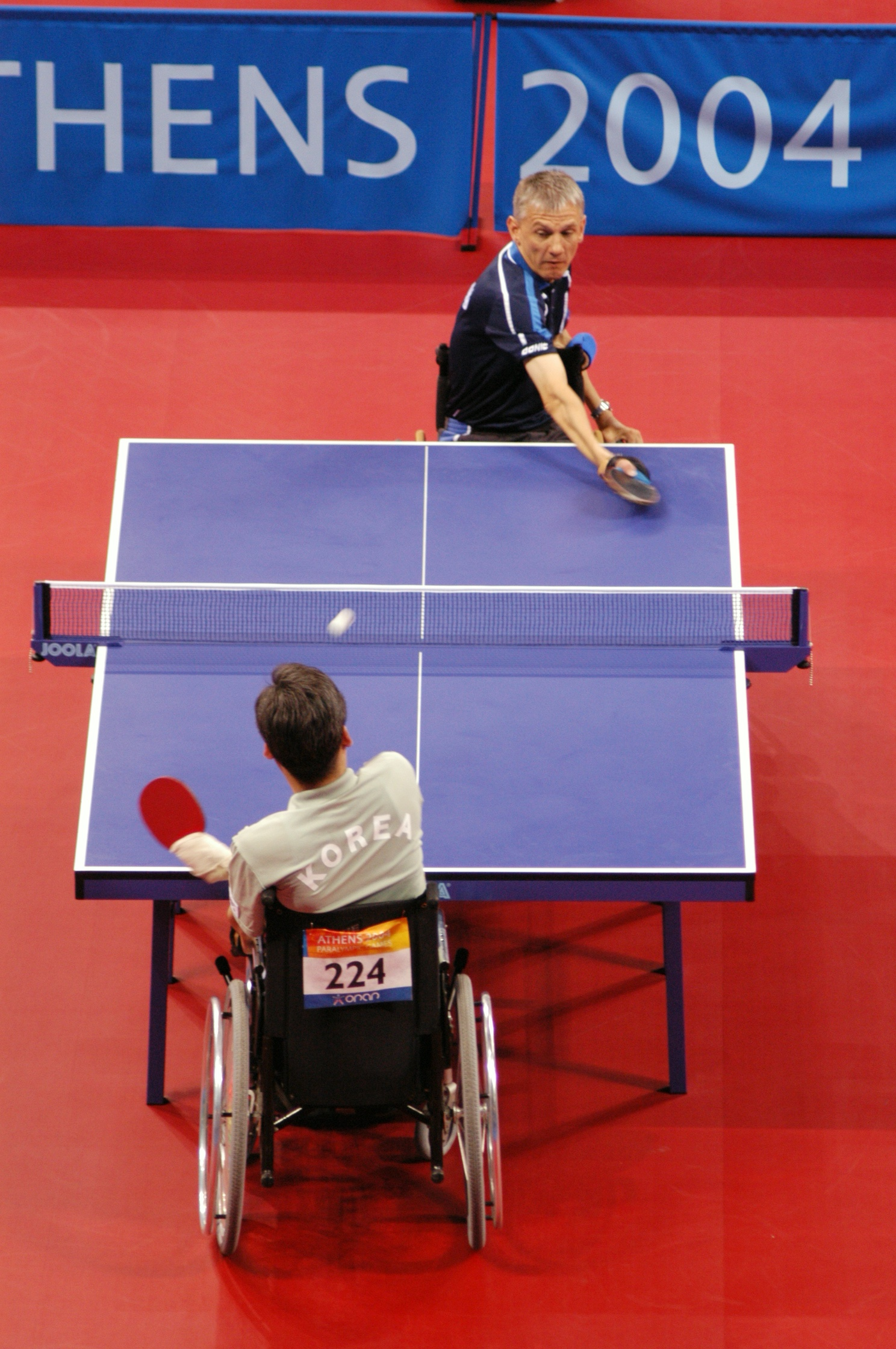
كرة الطاولة في الألعاب البارالمبية الصيفية 2004.

كرة الطاولة لذوي الاحتياجات الخاصة هي رياضة بارالمبية تتبع القواعد التي وضعها الاتحاد الدولي لتنس الطاولة (ITTF). تطبق قواعد كرة الطاولة المعتادة مع بعض التعديلات الطفيفة على لاعبي الكراسي المتحركة. يمكن للرياضيين من فئات الإعاقة المشاركة. ويحصل الرياضيون على تصنيفات تتراوح بين 1 و11. الفئات من 1 إلى 5 مخصصة لأولئك الذين يستخدمون الكراسي المتحركة والفئات من 6 إلى 10 لأولئك الذين يعانون من إعاقات تسمح لهم باللعب أثناء الوقوف.
ضمن هذه المجموعات، كلما ارتفع التصنيف، كلما كان للرياضي وظيفة أكبر. تم تحديد الفئة 11 للاعبين ذوي الإعاقة الذهنية.

## تصنيف
تتمثل أدوار التصنيف في تحديد الأهلية للتنافس بالنسبة للرياضيين ذوي الإعاقة وتقسيم الرياضيين بشكل عادل لأغراض المنافسة. يتم تصنيف الرياضيين على أساس مدى تأثير إعاقتهم على أدائهم في الرياضة وقدرتهم الوظيفية.

### فئات الجلوس
- الفئة 1:

عدم التوازن أثناء الجلوس مع انخفاض شديد في وظيفة الذراع المستخدمة في اللعب
- الفئة 2:

عدم التوازن أثناء الجلوس مع انخفاض الوظيفة في الذراع المستخدمة في اللعب.
- الفئة 3:

لا يوجد توازن أثناء الجلوس، على الرغم من أن الجزء العلوي من الجذع قد يظهر نشاطًا. أذرع طبيعية، على الرغم من أنه يمكن العثور على بعض الخسائر الحركية الطفيفة في اليد المستخدمة في اللعب دون تأثير كبير على مهارات تنس الطاولة. يحافظ الذراع غير القابل للعب على بقاء الجذع في مكانه.
- الفئة 4:

التوازن في الجلوس موجود على الرغم من أنه ليس مثاليًا بسبب عدم وجود تثبيت (استقرار) للحوض.
- الفئة 5:

الوظيفة الطبيعية لعضلات الجذع.

### فئات الوقوف
- الفئة 6:

ضعف شديد في الساقين والذراعين.
- الفئة 7:

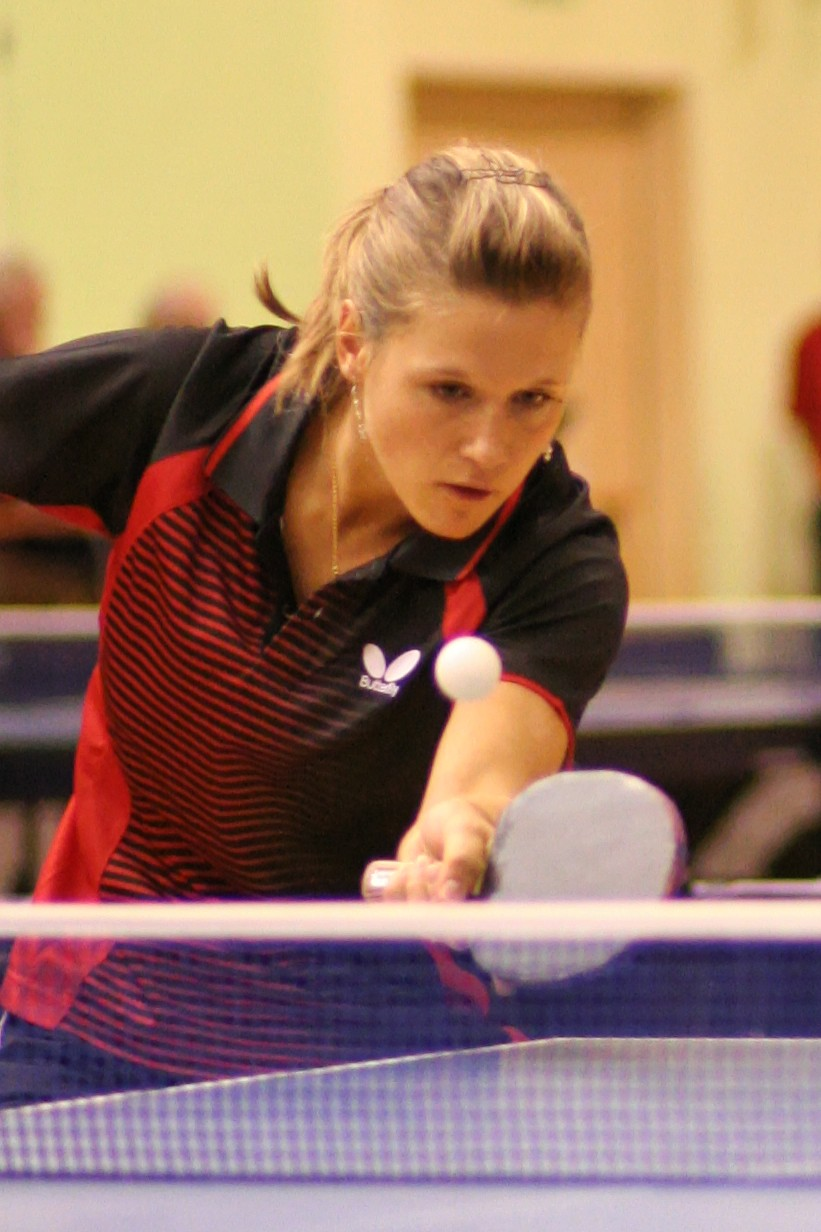
تشارك اللاعبة الأولمبية أربع مرات ناتاليا بارتيكا في أحداث الفئة العاشرة في بطولات تنس الطاولة لذوي الاحتياجات الخاصة.

ضعف شديد في الساقين (ضعف التوازن الساكن والديناميكي)، أو إعاقات شديدة إلى متوسطة في الذراع المستخدمة في اللعب، أو مجموعة من الإعاقات في الذراعين والساقين أقل حدة من تلك الموجودة في الفئة 6.
- الفئة 8:

ضعف متوسط في الساقين، أو ضعف متوسط في ذراع اللعب (مع الأخذ في الاعتبار أن التحكم في الكوع والكتف مهم جدًا)، أو شلل دماغي متوسط أو شلل نصفي أو شلل مزدوج مع ذراع لعب جيدة.
- الفئة 9:

إعاقات خفيفة في الساق، أو إعاقات خفيفة في الذراع المستخدمة في اللعب، أو إعاقات شديدة في الذراع غير القادرة على اللعب، أو شلل دماغي خفيف مع شلل نصفي أو شلل أحادي.
- الفئة 10:

ضعف خفيف جدًا في الساقين، أو ضعف خفيف جدًا في الذراع المستخدمة في اللعب، أو ضعف شديد إلى متوسط في الذراع غير القادرة على اللعب، أو ضعف متوسط في الجذع.
- الفئة 11:

للاعبين ذوي الإعاقة ذهنية.

## قوانين تنس الطاولة على الكرسي المتحرك
لا توجد استثناءات لقوانين تنس الطاولة للاعبين الواقفين من ذوي الإعاقة. يلعب جميع اللاعبين وفقًا لقوانين ولوائح الاتحاد الدولي لتنس الطاولة. يجوز للحكم تخفيف متطلبات الإرسال الصحيح إذا كان الامتثال يمنع بسبب الإعاقة الجسدية.

### إرسال
إذا كان المستقبل على كرسي متحرك، فيجب ان يكون الإرسال لا محسوب في ظل الظروف التالية:
1.بعد أن تلمس الكرة ملعب المستقبل، تعود في اتجاه الشبكة.
2.وتتوقف الكرة على ملعب المستلم.
3.في المباريات الفردية، تغادر الكرة ملعب المستقبل بعد أن تلمسه من أحد خطوطه الجانبية.
إذا ضرب المستقبل الكرة قبل أن تعبر الخط الجانبي أو ارتدت مرة أخرى على جانبه من سطح اللعب، يعتبر الإرسال جيد.

### الزوجي
عندما يكون لاعبين على الكراسي المتحركة زوجًا يلعبان الزوجي، يجب على المرسل أن يقوم أولاً بالإرسال، ثم يقوم المستقبل بإعادة الكرة، ولكن بعد ذلك يمكن لأي لاعب من الزوج المعاق أن يقوم بإعادة الكرة.
ومع ذلك، لا يجوز لأي جزء من الكرسي المتحرك للاعب أن يبرز إلى ما هو أبعد من الامتداد الخيالي لخط وسط الطاولة. إذا حدث هذا، يمنح الحكم النقطة للزوج المنافس.

### أوضاع الأطراف
إذا كان كلا اللاعبين أو الزوجين على كرسي متحرك، يحصل اللاعب أو الزوج على نقطة إذا:
1.لا يحافظ الخصم على الحد الأدنى من الاتصال مع المقعد أو الوسادة (الوسائد)، مع الجزء الخلفي من الفخذ، عندما يتم ضرب الكرة.
2.يقوم الخصم بلمس الطاولة بكلتا يديه قبل ضرب الكرة.
3.ملامسة مسند قدمي الخصم أو قدمه للأرض أثناء اللعب.

### الكراسي المتحركة
يجب أن تحتوي الكراسي المتحركة على عجلتين كبيرتين على الأقل وعجلة صغيرة واحدة. إذا تحركت عجلات الكرسي المتحرك الخاص باللاعب ولم يكن الكرسي المتحرك يحتوي على أكثر من عجلتين، فيجب إيقاف المباراة على الفور ومنح نقطة لخصمه. يقتصر ارتفاع وسادة واحدة أو اثنتين كحد أقصى على 15 سم في ظروف اللعب دون أي إضافة أخرى إلى الكرسي المتحرك. في الأحداث الجماعية والصفية، لا يجوز ربط أي جزء من الجسم فوق الركبتين بالكرسي حيث يمكن أن يؤدي ذلك إلى تحسين التوازن.

## المعدات وظروف اللعب
لا يجوز للاعب عادةً ارتداء أي جزء من التراكسوت أثناء اللعب. يجوز للاعب من ذوي الإعاقة الجسدية، سواء على كرسي متحرك أو واقفًا، ارتداء جزء البنطلون من التراكسوت أثناء اللعب، ولكن لا يُسمح بارتداء الجينز.
يجب أن تكون أرجل المنضدة على بعد 40 سم على الأقل من خط نهاية الطاولة للاعبي الكراسي المتحركة. في المسابقات الدولية، لا يقل طول مساحة اللعب عن 14 مترًا وعرضها 7 أمتار ويجب ألا تكون الأرضية خرسانية. يمكن تقليص مساحة أحداث الكراسي المتحركة إلى 8 أمتار طولاً و6 أمتار عرضًا. يمكن أن تكون الأرضية من الخرسانة لأحداث الكراسي المتحركة، وهو أمر محظور في المناسبات الأخرى.

## المسابقات
يتم اعتماد 5 مستويات من المسابقات الدولية. يتم احتساب عامل البطولة في نظام رصيد البطولة المستخدم لغرض التأهل لبعض البطولات. يحصل اللاعبون المشاركون في البطولات الإقليمية (Fa50) على 50 نقطة رصيد. رصيد البطولة لدورة الألعاب البارالمبية الصيفية 2012 هو 80 نقطة رصيد يجب استيفاؤها خلال فترة تبدأ في 4 نوفمبر 2010 حتى 31 ديسمبر 2011. كما يلزم وجود رصيد بطولة أدنى للتأهل لبطولة العالم لتنس الطاولة البارالمبية.
| المسابقات                                                          | عامل  | معتمد من قبل                                                                  | دورة المسابقات المعتمدة       |
| ------------------------------------------------------------------ | ----- | ----------------------------------------------------------------------------- | ----------------------------- |
| ألعاب بارالمبية صيفية                                              | Fa100 | اللجنة البارالمبية الدولية                                                    | رباعية السنوات، سنة 0         |
| بطولة العالم لتنس الطاولة لذوي الاحتياجات الخاصة                   | Fa80  | الاتحاد الدولي لتنس الطاولة                                                   | رباعية كل سنة، السنة الثانية  |
| البطولات الإقليمية (إفريقيا، الأمريكتان، آسيا، أوروبا، أوقيانوسيا) | Fa50  | اتحاد تنس الطاولة البارالمبي في الاتحاد الدولي لتنس الطاولة الاتحادات القارية | بينالي، السنة الأولى والثالثة |
| البطولات الدولية                                                   | Fa40  | اتحاد تنس الطاولة البارالمبي في الاتحاد الدولي لتنس الطاولة                   | سنوي                          |
| البطولات الدولية                                                   | Fa20  | اتحاد تنس الطاولة البارالمبي في الاتحاد الدولي لتنس الطاولة                   | سنوي                          |

## لاعبين بارزين
- إبراهيم حمدتو، بطل مصري من الفئة السادسة، هو أحد أشهر لاعبي تنس الطاولة البارالمبيين، منذ أن انتشر مقطع الفيديو الخاص به على اليوتيوب. فاز إبراهيم بالعديد من الجوائز، بما في ذلك الميداليات الفضية في بطولة أفريقيا لتنس الطاولة البارالمبية التي أقيمت في عامي 2013 و2011. وهو يمسك مضربه بفمه.[7][8]
- ناتاليا بارتيكا، بطلة أولمبية أربع مرات، تشارك في أحداث الفئة العاشرة في بطولات تنس الطاولة البارالمبية، ممثلة بولندا. ولدت بدون يد يمنى وساعد، وتشارك في مسابقات للرياضيين الأصحاء وكذلك في مسابقات للرياضيين ذوي الإعاقة. وصلت بارتيكا إلى آخر 32 في تنس الطاولة للسيدات في أولمبياد لندن 2012.[9]